# Ден Фоглер
Денијел Кевин Фоглер (енгл. Daniel Kevin Fogler; рођен 20. октобра 1976. у Бруклину, Њујорк), амерички је позоришни, филмски и ТВ глумац, комичар и писац.
Његове улоге укључују филмове Фантастичне звери и где их наћи, Фантастичне звери: Гринделвалдови злочини, Фантастичне звери: Тајне Дамблдора, Кунг Фу Панда, Лоптице беса, Обожаваоци и У школи је најгоре.